# Peribaea sedlaceki
Peribaea sedlaceki là một loài ruồi trong họ Tachinidae.